# Gouvernement de Theux II
Pour les articles homonymes, voir Theux (homonymie).
Royaume de Belgique
Van de Weyer Rogier I
Ce gouvernement de 1846 devait d'abord rassembler catholiques et libéraux de Belgique, mais à la suite des refus de collaboration des libéraux, Barthélemy de Theux de Meylandt forma un gouvernement composé de catholiques uniquement.

## Composition
| Ministère                                   | Nom                             | Parti      |
| ------------------------------------------- | ------------------------------- | ---------- |
| Premier ministre et ministre de l'intérieur | Barthélemy de Theux de Meylandt | Catholique |
| Ministre des finances                       | Jules Malou                     | Catholique |
| Ministre des Affaires étrangères            | Adolphe Dechamps                | Catholique |
| Ministre de la guerre                       | Albert Prisse                   | Catholique |
| Ministre de la Justice                      | Jules d'Anethan                 | Catholique |
| Ministre des travaux publics                | Georges De Bavay                | Catholique |